# Капитуно (Потенца)
Капитуно (итал. Capitunno) је насеље у Италији у округу Потенца, региону Базиликата.
Према процени из 2011. у насељу је живело 33 становника. Насеље се налази на надморској висини од 805 м.